# آبشار برو فوسن
آبشار برو فوسن (به نروژی: Brufossen) آبشاری است که در کشور نروژ واقع شده‌است و بلندترین ریزشگاه آن ۶۹۸ متر ارتفاع دارد. این آبشار، سی و یکمین آبشار بلند جهان است.